# Symbolic
Symbolic es el sexto álbum de estudio de la banda estadounidense de death metal Death. Se puede apreciar un fuerte contenido melódico contrastando con la fuerza y la velocidad del death metal más crudo. También se puede notar un cambio de sonido en la voz de Chuck, subiéndola a un tono más agudo.

## Estilo musical
Este álbum cuenta con una mejor producción que los álbumes anteriores de la banda. Es notable que la duración promedio de las canciones de este álbum es alrededor de los cinco minutos, mientras que el promedio anterior era de cuatro minutos en Human y Individual Thought Patterns. Los guturales de Chuck Schuldiner se vuelven un poco más agudos, cambio que se acentuaría aún más en el último álbum de la banda The Sound of Perseverance.
Ningún vídeo fue publicado para el álbum.
"Symbolic" fue versionada por las bandas Cradle of Filth, Scariot y Sylosis, y "Crystal Mountain" fue versionada por Epica en el sencillo "Quietus (Silent Reverie)".

## Canciones
1. "Symbolic" – 6:33
2. "Zero Tolerance" – 4:48
3. "Empty Words" – 6:22
4. "Sacred Serenity" – 4:27
5. "1,000 Eyes" – 4:28
6. "Without Judgement" – 5:28
7. "Crystal Mountain" – 5:07
8. "Misanthrope" – 5:03
9. "Perennial Quest" – 8:21
10. "Symbolic Acts" (Versión demo instrumental del tema "Symbolic")
11. "Zero Tolerance" (Versión instrumental)
12. "Crystal  Mountain" (Versión instrumental)
13. "Misanthrope" (Versión instrumental)
14. "Symbolic Acts" (Versión demo del tema "Symbolic" con voces)

Las pistas 10 - 14 son bonus tracks en la edición remasterizada de 2008.

## Créditos
- Chuck Schuldiner - guitarra líder, voz y producción musical
- Bobby Koelble - guitarra rítmica
- Kelly Conlon - bajo eléctrico
- Gene Hoglan – batería
- Steve DiGiorgio - bajo eléctrico fretless (pistas 10 a 13 y en la remasterización de 2008)
- Jim Morris - producción musical y mezcla de audio
- George Marino – masterización y remasterización (2008)
- Patricia Mooney – diseño gráfico
- René Miville – arte gráfico y fotografía